# Amàs d'escòries

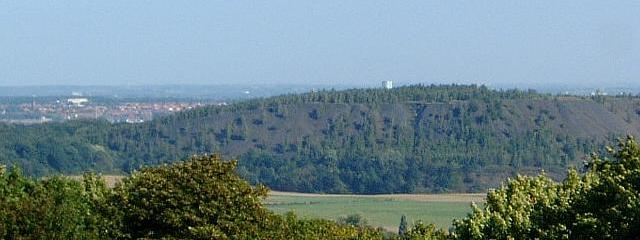
Amàs d'escòries de Pinchonvalles, espai natural protegit per decret prefectoral de biòtop, a Avion que tapa Lens vist de Givenchy-en-Gohelle (memorial canadenc).

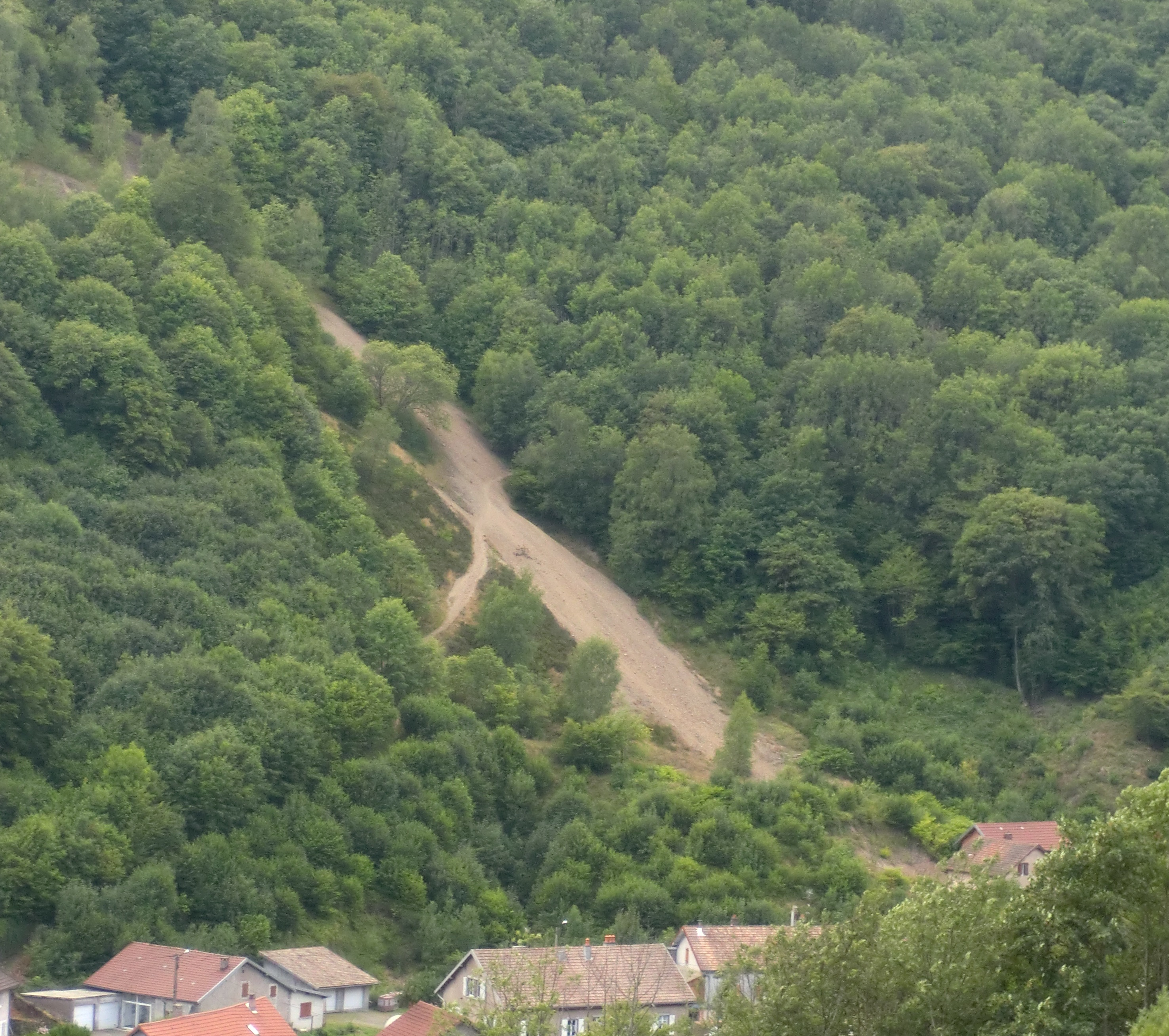
Un cúmul d'escòries a flanc de turó a Plancher-les-Mines.

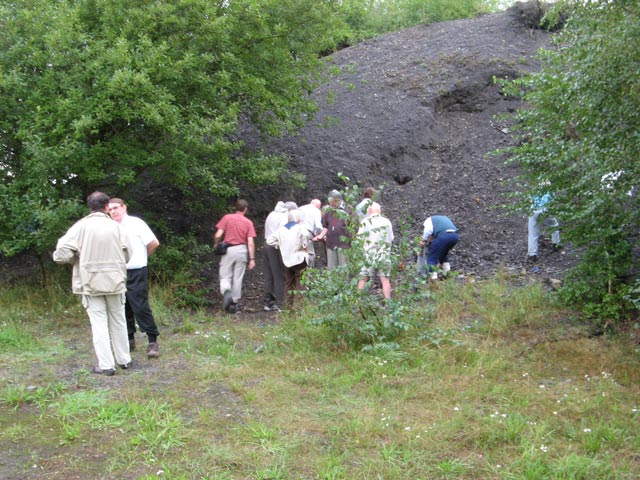
Runam o escombrera

Un amàs d'escòries, cúmul d'escòries, con de runam, munt de runam, runam o terrer és un turó o monticle artificial construït per acumulació de piles de materials de rebuig d’una explotació minera, així com les restes de l’arrencada de la roca o terra en obrir una galeria, una pedrera o un túnel.
A les explotacions mineres de les que se n'extreu carbó, els materials de rebuig es componen típicament d'esquistos, i en més petita quantitat de gres carbonífer i de residus diversos, generalment de lignit (alguna vegada pol·luïts). També rep el nom de runam de mina.
Apilament sovint cònic, pren el nom de terrassa, amàs o cúmul pla quan l'acumulació forma un altiplà.
Els amassos d'escòries de ferro reben el nom de carrallers.
Els terraplens de pedreres també es diuen amassos d'escòria.

## Amassos d'escòries a Catalunya i a França
A Catalunya el runam de mina del Cogulló a Sallent té uns 500 metres d'alçària i ocupa 47 hectàrees (l'espai equivalent de 50 camps de futbol).
A França, a la Conca minera del Nord-Pas-de-Calais, 340 han estat censats als anys 1970, a fins d'explotació.
En certes regions francese, en particular el sud i l'est de França, a la conca de La Grand-Combe, a Saint-Étienne, antigament a Longwy o a la vall del Fensch, també es parla de crassier (terme manllevat del vocabulari de la metal·lúrgia: pila d'escòria de forn alta). El crassier és particular dels turons artificials constituïts per deixies de metal·lúrgia.

## Presentació

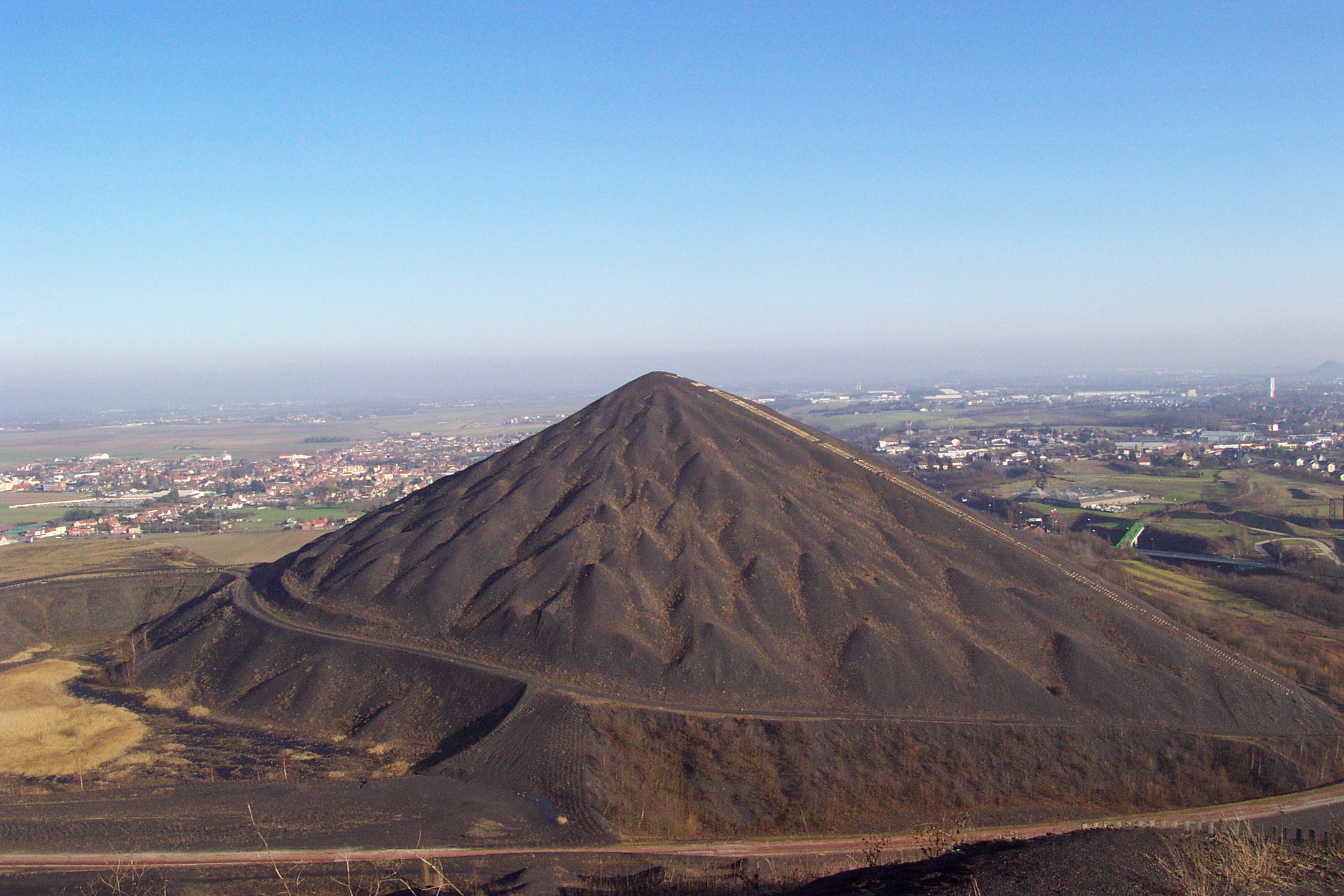
Amàs d'escòries a Loos-en-Gohelle (Pas-de-Calais) mostrant un « angle de talús natural ».

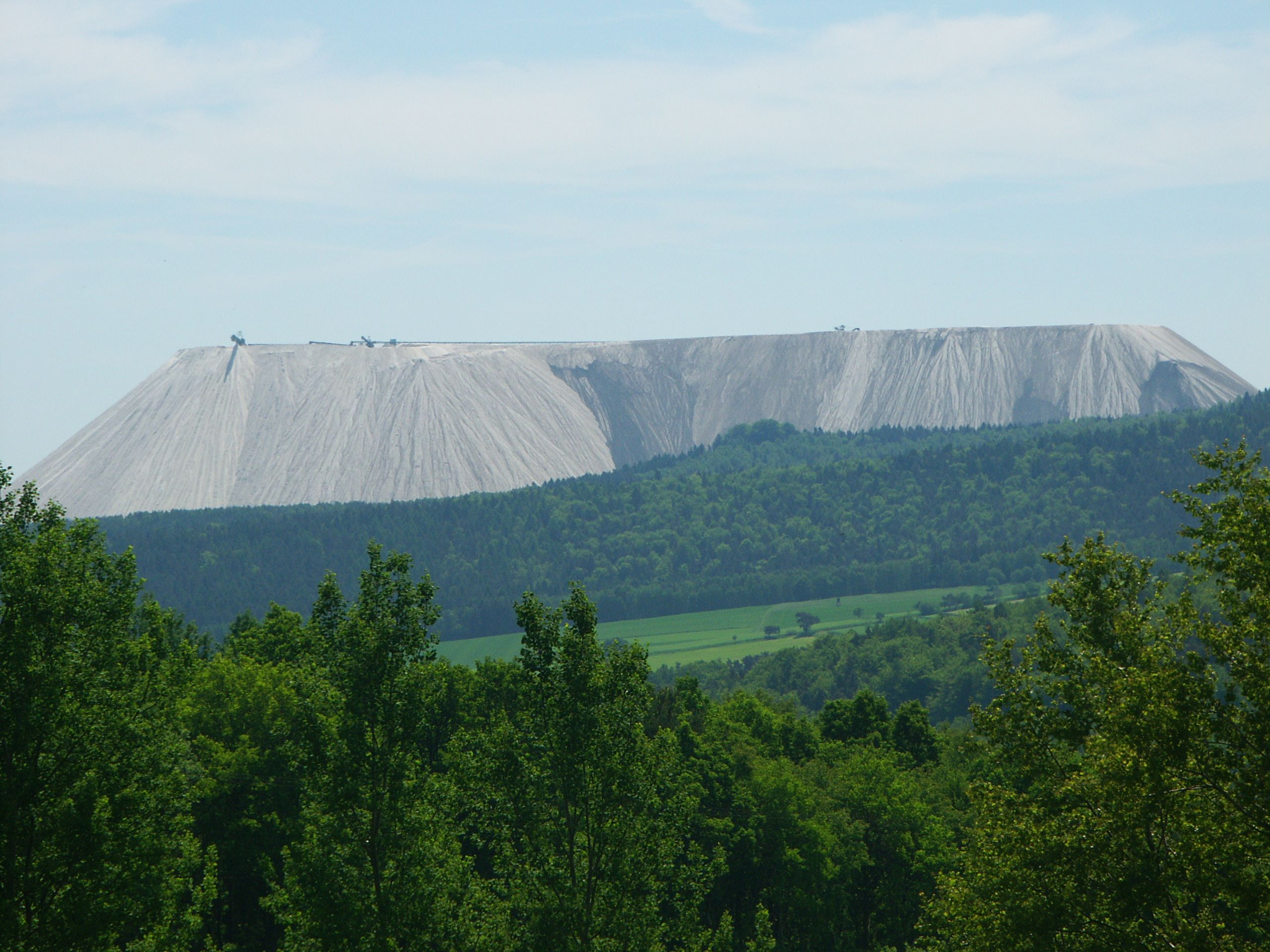
El Monte Kali a Philippsthal.

Un cúmul o amàs d'escòries pot ser de forma cònica, i constituir llavors un element marcant del paisatge, o ben pla i fondre-s'hi completament, sobretot si la vegetació s'hi ha instal·lat. L'amàs d'escòries huller més alt d'Europa és a Loos-en-Gohelle a l'antiga Conca minera del Nord-Pas-de-Calais, és constituït d'un massís de cinc cúmuls, dos cons dels quals d'uns 140 metres d'alçada, culminant a 188 metres, sobrepassant així el cim més alt de les Flandes, el Mont Cassel.
El munt d'escòria més gran i més alt resultant de l'explotació de potassa (Kaliberg, "Kali" que és el nom habitual de la potassa en alemany) és a Philippsthal, al land de Hessen. Està compost per 96% de clorur sòdic. Les seves dimensions assoleixen 250 metres d'alçària, 1.100 metres de llarg i 700 metres d'amplada per una superfície de 55 hectàrees, cosa que representa una massa estimada de 150 milions de tones, a les quals s'afegeixen diàriament 20.000 tones de residus operatius. Es coneix localment amb el nom de Monte Kali i presenta greus problemes ecològics, en particular la salinització de la capa freàtica per la lixiviació de la pila per les aigües pluvials.
Els amassos d'escòries presenten sovint una gran riquesa ecològica, quan no són tòxics i estèrils (a títol d'exemple, i per no citar sinó aquest, l'amàs d'antimoni d'Oscha (Cantal) és verge de tota vegetació malgrat la seva edat de diversos decennis).
Amb el pas del temps, han estat colonitzats per tota mena de plantes i animals, de vegades estrangers a la regió. Aquesta diversitat prové en part de la mineria. Per exemple, a causa del fet que els miners van llançar els tronxos de pomes o peres als vagonets de carbó, els munts ara alberguen cent varietats d'arbres fruiters més o menys oblidats. També hi ha una proliferació de la badola, les llavors de les quals van ser introduïdes als solcs de la fusta d'avet que utilitzat a les mines. Demés, per llur color fosca, la cara sud d'un munt és molt més calenta que els encontorns, cosa que contribueix a la diversitat ecològica del lloc.
Així, la gran pila d'escòria plana coneguda com a Pinchonvalles à Avion reuneix 200 varietats diferents de plantes superiors i hàbitats d'interès patrimonial, per això ha estat objecte d'una classificació de protecció ; un trentena d'espècies d'ocells hi nien.
Certs munts d'escòries protegeixen vinyers com el Terril núm. 7 dels charbonnages de Mariemont-Bascoup, a Chapelle-lez-Herlaimont a Bèlgica, que produeix 3.000 litres de vi per any. La gestió del vinyer és assegurada per la societat Tervigne. Cal notar que aquest amàs d'escòries és igualment un dels que han estat plantats d'essències d'arbres tant indígenes (faig, roures, tells, cirerer salvatge...) que exògens (pi laricio de Còrsega, avet de Douglas, sequoia...) demostrant que el nom d'"estèrils" de vegades donat als residus de la mina no es verifica pas sempre.

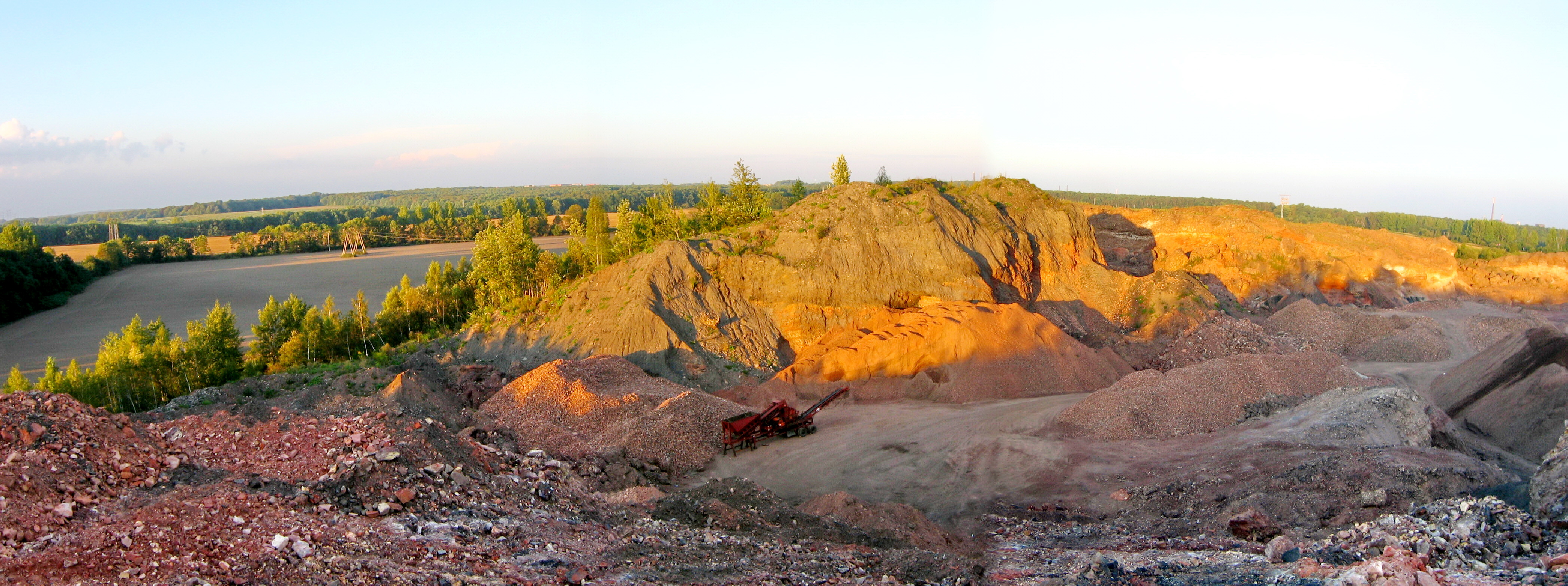
Terril a Zabrze.

## Tipus

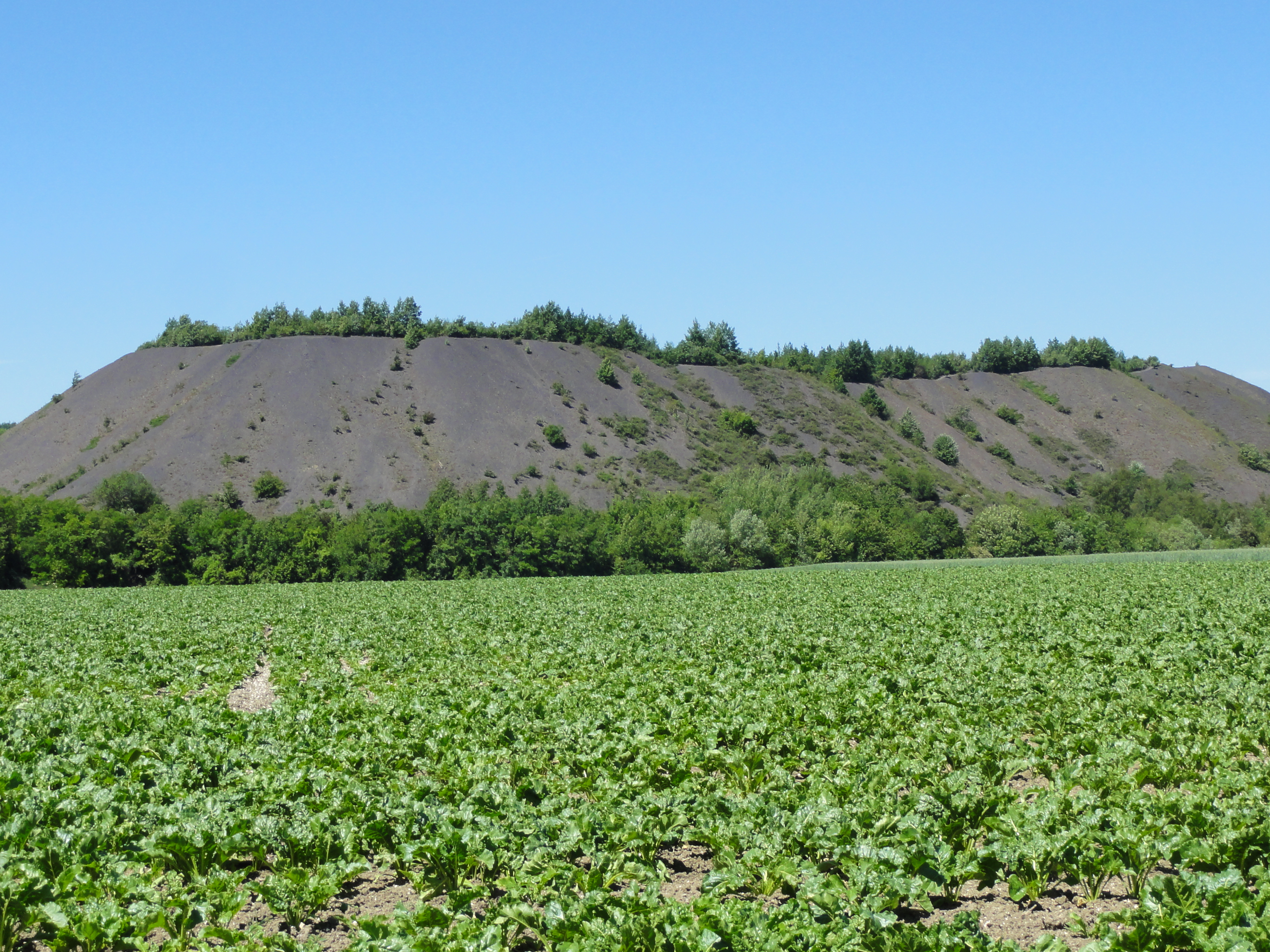
Amàs d'escòries planer del rentador de Mazingarbe de la Compagnie des mines de Béthune.
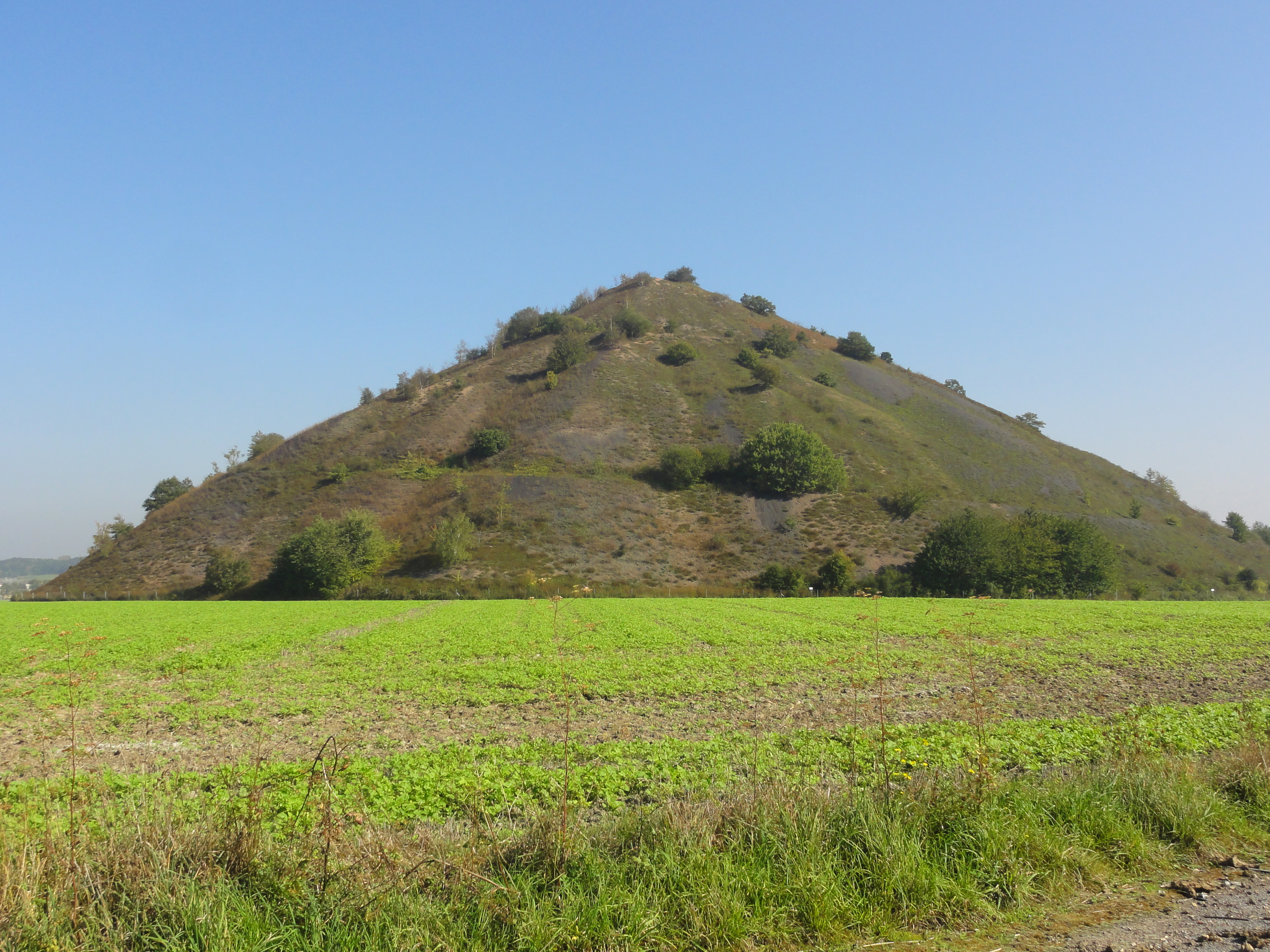
Amàs d'escòries cnic de la fossa n° 3 - 3 bis - 3 ter de les mines de Bruay.
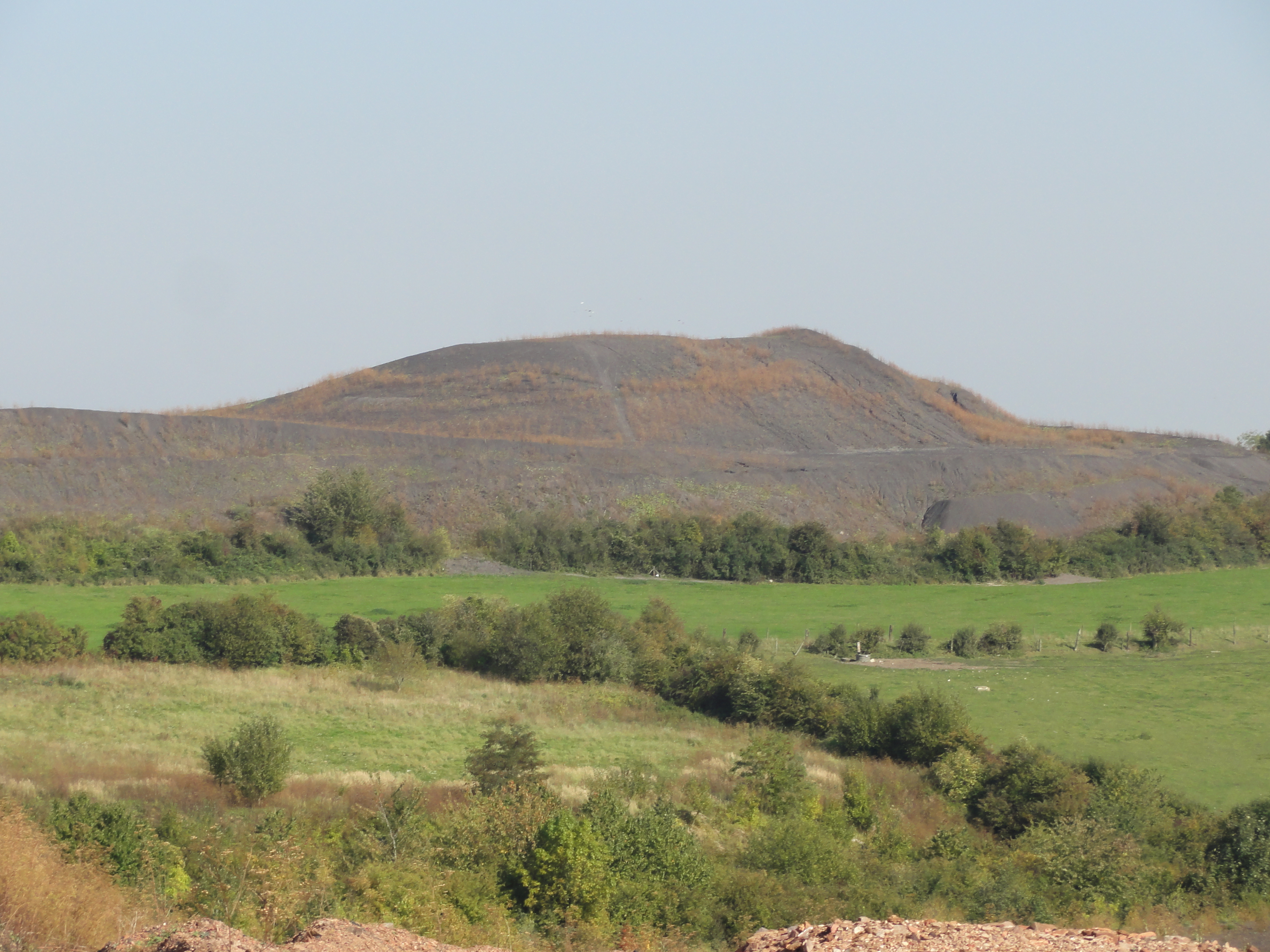
Amàs d'escòries truncat de la fossa n° 3 - 3 bis - 3 ter de les mines de Marles.
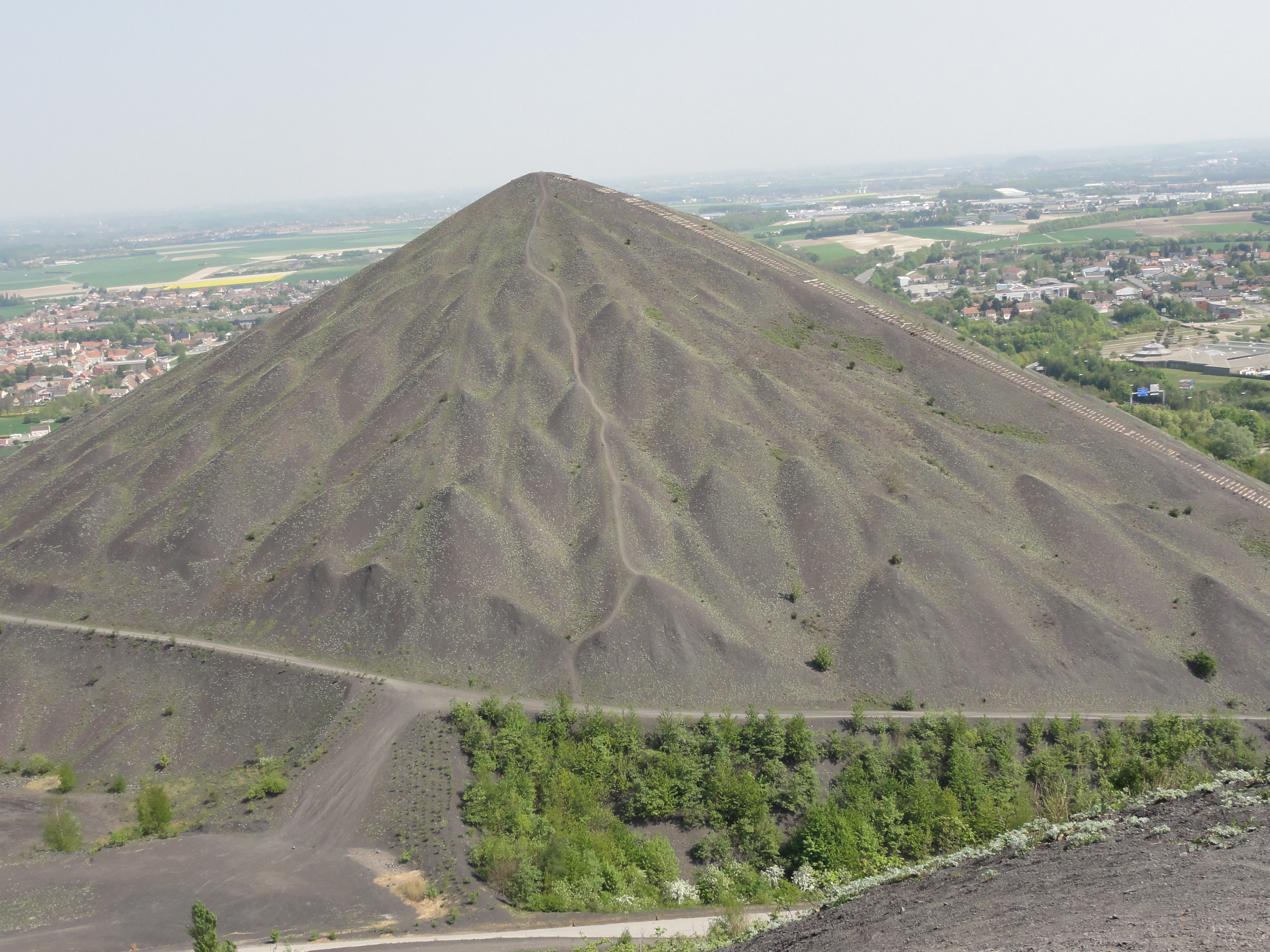
Amàs d'escòries modern de la fossa n° 11 - 19 de les mines de Lens amb una multitud de cims de cons.
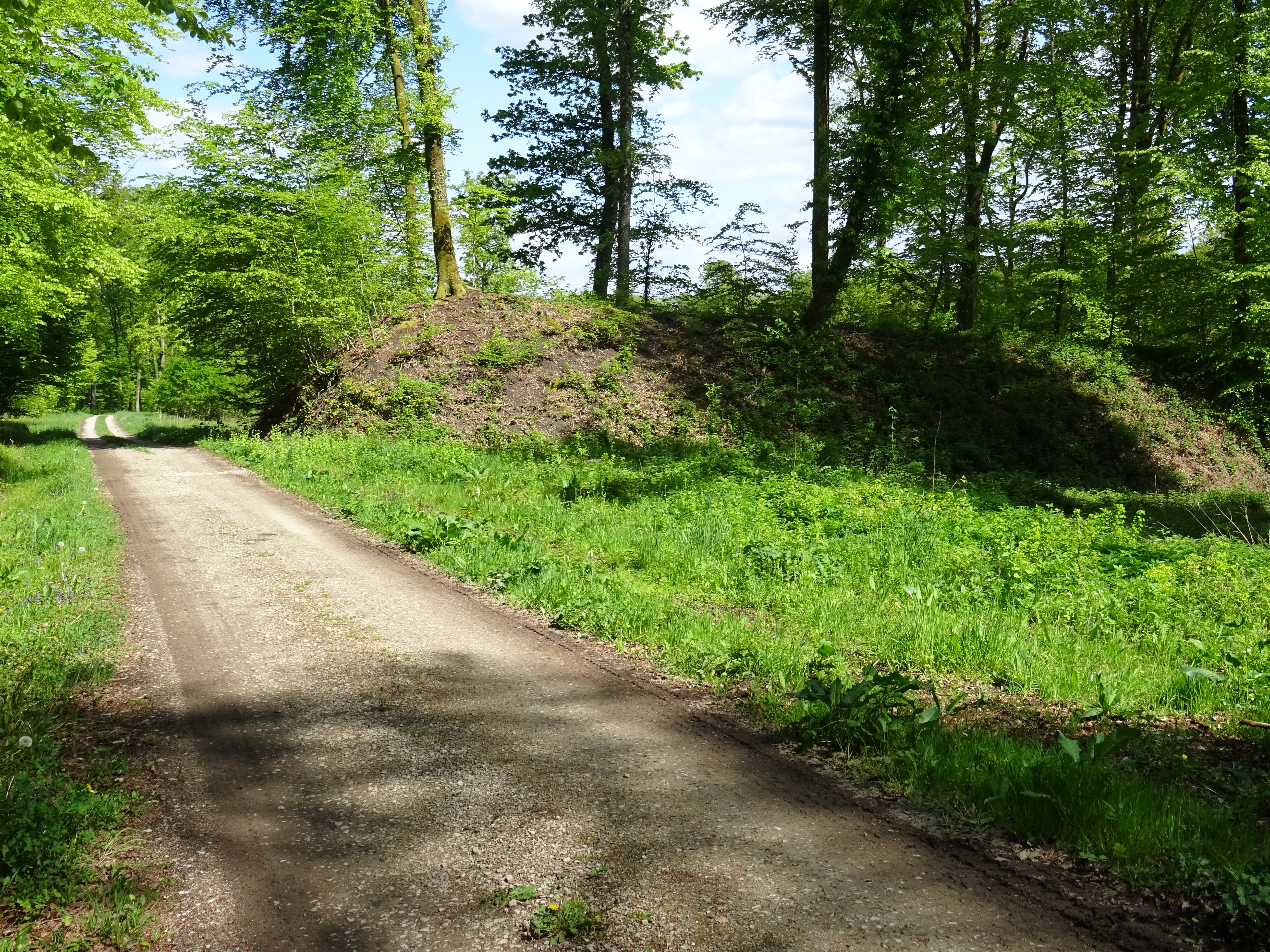
Amàs d'escòries cavalier des puits n° 11 et 15 de les hulleres i salina de Gouhenans.

### Plans
Els amassos d'escòries plans són molt estesos al segle XVIII i XIX, l'abocament és fet horitzontalment en la llargada. Tenen sovint una amplada variable. Poden igualment ser abocats a flanc de turó.

### Cònics
Aquests amassos d'escòries són construïts per vessaments verticals, donant-li una forma de con, aquesta mena és particularment estesa als s. XX.

### Truncat
Aquest tipus és idèntic al precedent però amb un cim pla.

### Modernes
Els amassos d'escòries moderns són formats d'un aplec de munts cònics i són més massius. Aquest tipus ha aparegut amb les grans infraestructures construïdes després de la Segona Guerra Mundial.

### Cavaliers
Són amassos d'escòries planes utilitzats per a instal·lar vies ferrades.

## Ecologia dels amassos d'escòries
Els amassos d'escòriespresenten característiques ecològiques úniques pels seus materials i els seus albedos. S'hi troba comunitats pioneres de bacteris, bolets i líquens, de plantes i animals, de vegades exòtiques i de vegades extremòfils en raó d'una temperatura anormalment elevada per a la seva zona geogràfica o en raó de fenòmens d'acidificació o de tenors elevades en productes tòxics o radioactius o totes dues coses alhora. Els bacteris i bolets eventualment termòfils permeten l'aparició d'un neosòl pobre en certs nutrients. Simples ermassos després de diversos decennis de renaturació més o menys espontània, alguns han esdevingut punts rics en biodiversitat a l'escala de llur regió